# Герб Чуднова
Герб Чуднова — офіційний геральдичний символ міста Чуднів Житомирської області.

## Історія
Давня символіка Чуднова невідома. Чуднів вперше згадується під 1471 р. як місто-фортеця Київського воєводства. За однією з легенд, назва походить від того, що в давнину жителі міста дивом («чудом») відбили багатотисячну татарську орду.

### Герб 1796 року

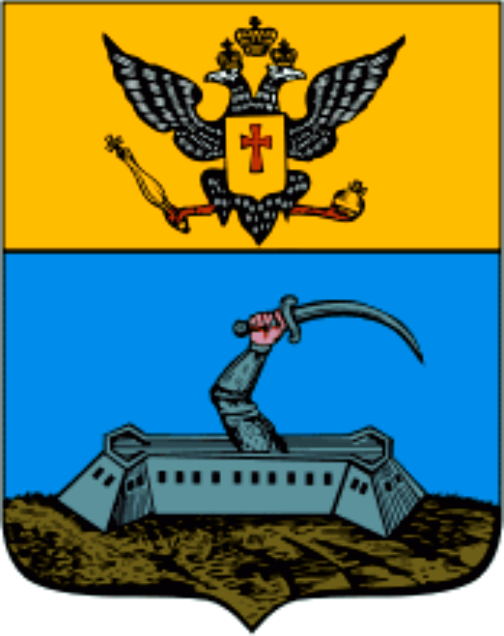
Герб Чуднова 1796 року

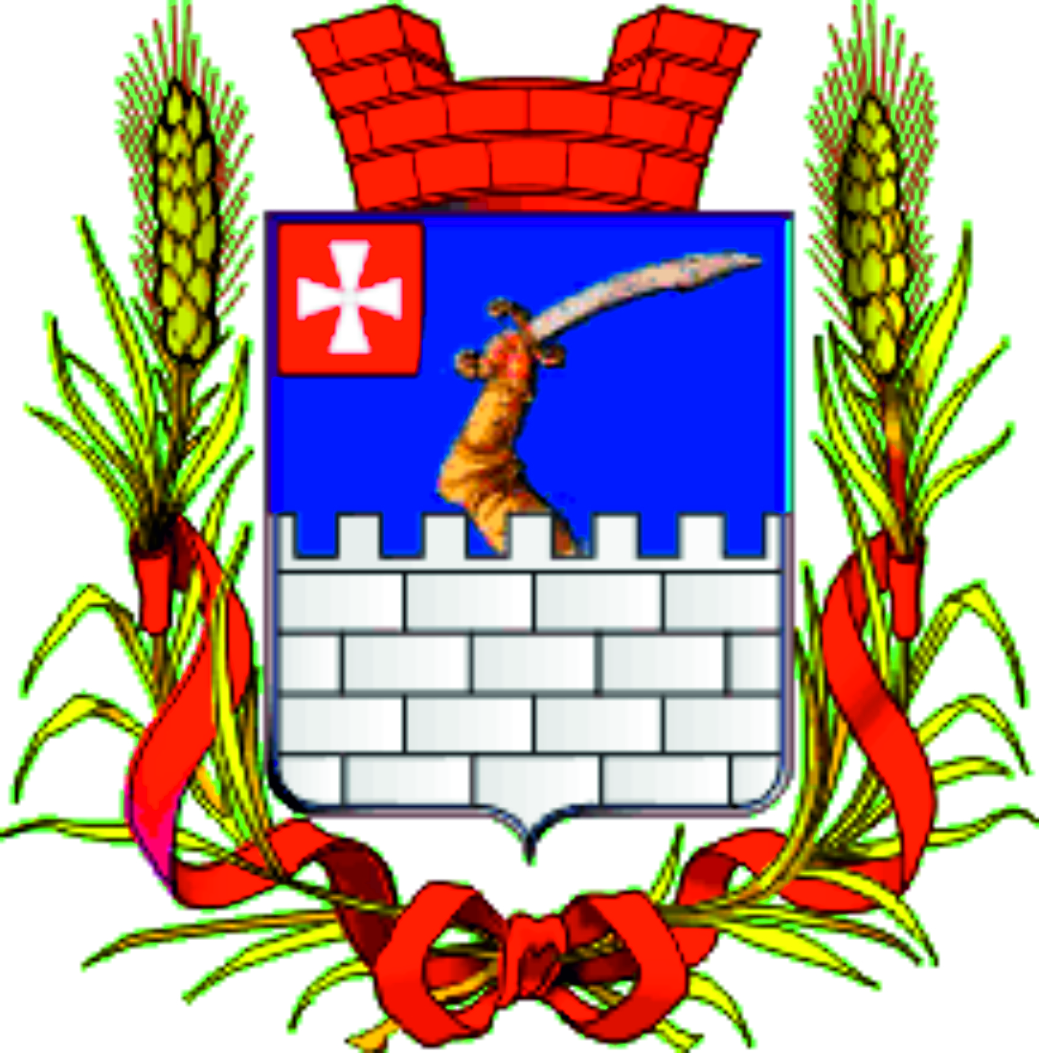
Проєкт герба Чуднова барона Б. Кене

Вперше герб Чуднова затверджений при Російській імперії 22 січня 1796 року:
«У горішній частинi перетятого щита герб Волинського намісництва. В нижній — оскiльки, за твердженням старожилiв, мiсто назване так на честь захисту малою кiлькiстю жителiв вiд татар — зображена на лазуровому полi срiбна фортецi з пiднятою над нею рукою з мечем, що символiзує мужнiсть захисникiв мiста.»

### Проєкт герба барона Бернгарда Карла фон Кене
У другій половині XIX столітті бароном Б. Кене був складений проєкт нового герба Чуднова. Б. Кене пропонував змінити малюнок, усунувши негеральдичну перспективу в зображені, герб губернії винести у вільне поле й додати міську корону над щитом. «На лазуровому полi срiбна фортечна стiна, з якої виходить рука в золотих латах, озброєна срiбним дугоподiбним мечем з золотим рукiв'ям. У вiльнiй частинi — герб Волинської губернiї. Щит увiнчаний червоною посадською короною з двома вежками та обрамований двома золотими колосками, оповитими Олександрiвською стрiчкою». Проєкт не був затверджений.

### Сучасний герб

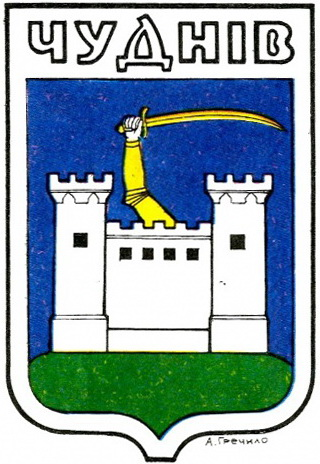
Герб Чуднова у часописі «Пам'ятки України» (малюнок А.Гречила, 1990 р.)

Сучасний герб Чуднова затверджений рішенням першої сесії 22-го скликання Чуднівської селищної ради народних депутатів від 22 липня 1994 року № 3 «Про герб Чуднова». В рішенні йдеться «Відновити використання стародавнього герба селища Чуднів», опис герба не затверджувався. Малюнок герба взято за реконструкцією А. Гречила у часописі «Пам'ятки України» 1990 року.

## Опис
У полі на зеленому пагорбі стоїть срібна фортеця з двома вежами, а з неї вгору виходить правиця у золотих обладунках і тримає золоту шаблю.

## Тинктури
Метали: срібло та золото. Емалі: синя та зелена.